# Леонідов Олександр Васильович
Олекса́ндр Васи́льович Леоні́дов (нар. 20 липня 1926 — пом. 24 вересня 2005, Київ, Україна) — колишній радянський футболіст та тренер дитячих колективів. Ветеран Великої Вітчизняної Війни. Заслужений тренер України. Перший тренер володаря «Золотого м'яча 1975» Олега Блохіна.

## Життєпис
Олександр Леонідов грав у футбол в складі команди ризького Окружного Будинку Офіцерів, а згодом і у складі київського «Локомотива» на позиції останнього центрального захисника. У 1955 році після закінчення Київського інституту фізичної культури та завершення кар'єри гравця Леонідова направили до київської міської ради «Динамо», де він три роки пропрацював на посаді інструктора у відділі футболу.
У 1959 році В'ячеслав Соловйов, що очолював на той час київське «Динамо», рекомендував Леонідова на посаду керівника дитячо-юнацької школи клубу. Наприкінці літа 1961 року Олександр Васильович набрав чергову групу юних футболістів, серед яких був і Олег Блохін, що в майбутньому став одним з найвизначніших радянських футболістів та здобув найпрестижнішу індивідуальну футбольну нагороду світу — «Золотий м'яч». Окрім Блохіна у тій же групі тренувалися майбутні динамівці Валерій Зуєв, Віктор Кондратов та Олександр Дамін.
Окрім випускників свого найвідомішого набору Леонідов приклав руку до становлення таких футболістів, як Володимир Лозинський, Сергій Мізін, Кирило Петров, Андрій Богданов, Сергій Люлька, Євгеній Макаренко, Денис Фаворов та багатьох інших. Займався у нього футболом і доктор економічних наук, колишній міністр економіки України Володимир Лановий.
Олександр Леонідов помер 24 вересня 2005 року. Прощання з тренером відбулося на стадіоні «Динамо», а поховано Леонідова було на Байковому кладовищі Києва.